# Город-спутник АЭС
Го́род-спу́тник АЭС — город-спутник при атомной электростанции.
Технология строительства АЭС подразумевает несколько этапов, из которых возведение непосредственно станции оказывается заключительным этапом. Учитывая огромные объёмы работ (только на фундаментную плиту одного энергоблока уходит больше стройматериалов, чем на несколько многоэтажных жилых домов), необходимо первоначальное возведение строительной базы, участков автомобильных и железных дорог, насосно-фильтровальной станции, водоводов и канализационных сооружений, пускорезервной котельной и других объектов. Поэтому первоначально идет возведение городка строителей, который по мере возведения и ввода в эксплуатацию станции, станет городком энергетиков.
Особенности строительства городов-спутников заключались в их расположении вдали от других крупных населенных пунктов (обычно 50—100 км), кроме того, наряду с другими особенностями выбора площадки под строительство АЭС, учитывалось также стремление регионального руководства разместить наукоемкий центр энергетики в тех районах областей, где проживало по большей части сельское население в целях более равномерного распределения трудовых ресурсов, характерного для принципов социалистической экономики. По сравнению с соседними сёлами и деревнями с их деревянными домами и грунтовыми дорогами, возведённый на пустом месте город с современной инфраструктурой и благоустройством становился территориальным центром. Это приводило к оттоку населения из окрестных населённых пунктов.
Проектирование города с «чистого листа» позволяло избежать многих градостроительных проблем — города-спутники получили широкие просторные улицы, удобные транспортные развязки, удачное расположение по розе ветров, распределение жилых и парковых зон. «АЭС возводили по уму — с бордюров детских садов и зубных кабинетов для горожан» Удачно описывает в своих путевых заметках И.Иванов посёлок Чистые Боры — типичный городок атомщиков:
Представьте: чудный сосновый лес, тенистое шоссе — внезапно лесные великаны отступают в стороны и вперед выдаются городские многоэтажки — много домов, и безо всякого перехода — никаких там бараков, традиционных складов и грязной промзоны в качестве прелюдии к собственно жилым кварталам. Этакий город будущего — экологичный и со всеми удобствами, — вышел из подъезда и прямо в лес попадаешь.
Типичный город-спутник АЭС рассчитан на 30—40 тысяч жителей. Жилой массив из современных многоэтажных домов — классический пример позднего социалистического стиля городской застройки. Типичная черта, особенно заметная на картах и аэрофотоснимках — прямое шоссе длиной 3—5 км от городка энергетиков до самой станции.
Список городов-спутников запущенных АЭС (в алфавитном порядке названий станций)
| Название                    | Статус | Дата основания | Население            | АЭС                 | Дата запуска АЭС            | Страна    |
| --------------------------- | ------ | -------------- | -------------------- | ------------------- | --------------------------- | --------- |
| Мецамор                     | город  | 1969           | 10 000               | Армянская АЭС       | 1976                        | Армения   |
| Балаково                    | город  | 1762           | 199 500              | Балаковская АЭС     | 1985                        | Россия    |
| Заречный                    | город  | 1957           | 27 600               | Белоярская АЭС      | 1964                        | Россия    |
| Билибино                    | город  | 1955           | 5 650                | Билибинская АЭС     | 1974                        | Россия    |
| Волгодонск                  | город  | 1950           | 170 000              | Ростовская АЭС      | 2001                        | Россия    |
| Энергодар                   | город  | 1970           | 55 800               | Запорожская АЭС     | 1984                        | Украина   |
| Висагинас (до 1992 Снечкус) | город  | 1975           | 28 300               | Игналинская АЭС     | 1984 закрыта в 2009         | Литва     |
| Удомля                      | город  | 1961           | 31 800               | Калининская АЭС     | 1984                        | Россия    |
| Полярные Зори               | город  | 1968           | 15 500               | Кольская АЭС        | 1973                        | Россия    |
| Курчатов                    | город  | 1968           | 46 900               | Курская АЭС         | 1976                        | Россия    |
| Сосновый Бор                | город  | 1958           | 66 800               | Ленинградская АЭС   | 1973                        | Россия    |
| Нововоронеж                 | город  | 1957           | 35 250               | Нововоронежская АЭС | 1964                        | Россия    |
| Обнинск                     | город  | 1946           | 105 500              | Обнинская АЭС       | 1954 закрыта 29 апреля 2002 | Россия    |
| Вараш (до 2016 Кузнецовск)  | город  | 1973           | 42 300               | Ровенская АЭС       | 1980                        | Украина   |
| Северск                     | город  | 1949           | 107 200              | Сибирская АЭС       | 1958 закрыта в 2008 году    | Россия    |
| Десногорск                  | город  | 1974           | 31 700               | Смоленская АЭС      | 1982                        | Россия    |
| Нетешин                     | город  | 1984           | 35 500               | Хмельницкая АЭС     | 1987                        | Украина   |
| Припять                     | город  | 1970           | 47 500 (в 1986 году) | Чернобыльская АЭС   | 1977 закрыта в 2000         | Украина   |
| Славутич                    | город  | 1986           | 25 000               | Чернобыльская АЭС   | 1977 закрыта в 2000         | Украина   |
| Актау (до 1991 Шевченко)    | город  | 1961           | 178 000              | Шевченковская АЭС   | 1973 закрыта в 1999         | Казахстан |
| Южноукраинск                | город  | 1976           | 39 500               | Южно-Украинская АЭС | 1982                        | Украина   |

Список городов-спутников недостроенных АЭС (в алфавитном порядке названий станций)
| Название       | Статус | Дата основания | Население | АЭС              | Состояние строительства | Страна         |
| -------------- | ------ | -------------- | --------- | ---------------- | ----------------------- | -------------- |
| Агидель        | город  | 1980           | 15 900    | Башкирская АЭС   | остановлено             | Россия         |
| Шилово         | пгт    | 1983           | 7777      | Воронежская АСТ  | остановлено             | Россия         |
| Чистые Боры    | пгт    | 1979           | 4900      | Костромская АЭС  | остановлено             | Россия         |
| Щёлкино        | город  | 1978           | 11 200    | Крымская АЭС     | остановлено             | Россия/Украина |
| Дружный        | пгт    | 1985           | 9000      | Минская АТЭЦ     | достроена как ТЭЦ       | Беларусь       |
| Теплодар       | город  | 1981           | 10 000    | Одесская АТЭЦ    | остановлено             | Украина        |
| Камские Поляны | пгт    | 1981           | 14 800    | Татарская АЭС    | остановлено             | Россия         |
| Орбита         | пгт    | 1977           | 100       | Чигиринская АЭС  | остановлено             | Украина        |
| Борки          | пгт    | 1938           | 700       | Харьковская АТЭЦ | не начиналось           | Украина        |

Наибольшую известность в прессе и Интернете обрёл город-спутник Чернобыльской АЭС — Припять, обросший многочисленными фотогалереями, рассказами и городскими легендами. После расселения Припяти был постролен новый город энергетиков Чернобыльской АЭС — Славутич.